# Tomislav Kušan
Tomislav Kušan (Zagreb, 16. prosinca 1994.) - hrvatski rukometaš

## Klupska karijera
Karijeru je počeo igrajući za RK Dubravu, RK Medveščak i RK Poreč. Od 2017. igrao je u španjolskoj ligi Asobal za BM Logroño La Rioja. Na međunarodnoj razini s momčadi je tri puta sudjelovao u EHF kupu. U sezoni 2020./'21 igrao je za RK Eurofarm Pelister u Sjevernoj Makedoniji. Nakon što je u ljeto 2021. prešao u njemački bundesligaš HSG Wetzlar, u travnju 2022. ih je napustio i otišao u Katar igrajući za Al-Arabi Sports Club. Od ljeta 2022. godine igra za francuskog prvoligaša Limoges Handball.

## Reprezentacija
Kušan je do Europskog prvenstva 2024. odigrao tri međunarodne utakmice za hrvatsku reprezentaciju u kojima je postigao sedam golova.